# 松本京志郎
松本 京志郎（まつもと きょうしろう、1999年9月21日 - ）は、福島県西郷村出身の元プロ野球選手（内野手）。右投左打。プロでは育成選手であった。

## 経歴
小田倉小3年時にソフトボールを始める。西郷第二中では軟式野球部に所属し、県の全南選抜に選ばれた。光南高では1年秋から中軸打者として活躍し、3年春に福島大会優勝。甲子園出場はなく、「4番・遊撃」で出場した3年夏は福島大会準々決勝で敗退。
2017年10月26日、プロ野球ドラフト会議において東北楽天ゴールデンイーグルスから育成ドラフト2巡目で指名され、支度金200万円、年俸250万円で合意、入団。楽天での背番号は133。
楽天入団後、支配下登録を勝ち取ることはできず、3年目の2020年の11月5日、戦力外通告を受けた。
12球団合同トライアウト参加後、岐阜県にある三甲株式会社から誘いを受け、2021年からは社会人軟式野球に転向して現役を続行することとなった。なお、松本と同じく同年から前巨人の加藤脩平も同部に加入している。

## 詳細情報

### 年度別打撃成績
- 一軍公式戦出場なし

### 背番号
- 133 （2018年 - 2020年）